# Форт «Граф Берг» (Брест-Литовск)
Форт «Граф Берг», Форт Сикорского — форт Брест-Литовской крепости, построенный в 1869 году по проекту генерала Э. И. Тотлебена для прикрытия крепости с севера, а также открытой в 1867 году железной дороги Варшава-Тересполь с конечной остановкой в Брест-Литовске.
Название форт получил по имени главнокомандующего войсками Варшавского военного округа генерал-фельдмаршала графа Берга, который 5 сентября 1867 года посетил Тересполь для открытия этой железной дороги.
В литературе встречаются наименования Форт «Граф Берг», Форт Сикорского.

## Период с 1867 по 1915 год

### Строительство
В конце 1860-х годов севернее Брест-Литовской крепости проложили железную дорогу Москва — Варшава, насыпь которой образовала мёртвую зону перед Кобринским укреплением, так как находилась всего в полутора километрах от Цитадели, закрывая почти полностью зону обстрела для крепостных орудий. Для контроля над этим участком в 1869 году было начато сооружение передового укрепления «Граф Берг» по проекту генерал-адъютанта Э. И. Тотлебена. Это был первый форт Брест-Литовской крепости, находившийся на расстоянии 850 метров от главной оборонительной линии.
 Форт представлял собой пятиугольник, развёрнутый боевыми позициями на северо-запад, опоясанный сухим рвом. На главном валу находились восемь казематированных траверсов, выполнявших роль наблюдательных пунктов и убежищ для артиллеристов. Между ними располагались пушки. На флангах дополнительно были сооружены два земляных траверса. Во внутреннем валу была создана цепь казематов, связанных между собой и с казармами для гарнизона подземными переходами (потернами). В горжевой части форта находились полукапонир, два пороховых погреба и кухня. Основные строительные работы завершились в 1872 году. Брусчатка связывала форт с Кобринским укреплением через Александровские (тогда переименованные в Белостокские, сейчас — Северные) ворота. Весь форт был сооружён только из кирпича и дополнительно покрыт слоем грунта. У него на вооружении была самая современная на тот момент (пушки калибра 4,8 и 6 дюймов (152 мм), а также тяжёлые восьмидюймовые пушки (203 мм) образца 1867 года) артиллерия. Задачей форта было прикрытие крепости и железной дороги.

### Визит императора
29 августа 1886 года крепость посетили император Александр III, императрица Мария Фёдоровна, великие князья Николай, Георгий, великие князья Николай Николаевич, Михаил Николаевич, Владимир Александрович, свита и министры двора, военного и иностранных дел. В 5 часов вечера император прибыл в форт Граф Берг для осмотра его вооружения. Вечером, по прибытии принца прусского Вильгельма, в форту устроили фейерверк. 31 августа император и принц Вильгельм покинули крепость.

### Работы перед Первой мировой
До последнего десятилетия XIX века форт сохранял своё значение, но развитие артиллерии значительно снизило его боевые возможности, и в начале XX века он рассматривался командованием как склад амуниции и место проживания части гарнизона. Вследствие этого на его территории в 1911—1914 годах штабс-капитан В. М. Догадин и его помощники (полковник Н. В. Короткевич-Ночевной и опытный десятник А. В. Васильев) занялись возведением холодильника (рефрижератора) крепостного типа, рассчитанного на 100 тысяч пудов мяса и 2 миллиона порций мясных консервов. Это было феноменальное для своего времени сооружение, ничего похожего не было ни в Российской империи, ни в Европе.

## Первая мировая война
1 августа 1914 года Российская империя вступила в Первую мировую войну на стороне Антанты. В форту тогда располагалась 1-я рота крепостной артиллерии. Весь конец 1914 и вплоть до августа 1915 года крепость усиленно готовилась к обороне, но, в результате Великого отступления, было принято решение сдать крепость приближавшимся немецко-австрийским войскам. Форт был оставлен, всё ценное имущество эвакуировано.

## Интербеллум и Вторая мировая война
После окончания войны Брест и крепость переходили из рук в руки, пока по условиям Рижского мирного договора 1921 года город не отошёл к Польской республике. Форт «Граф Берг» был переименован поляками в форт Сикорского.
В период с 1920 по 1921 год на территории форта был расположен лагерь для советских военнопленных.
С 1921 по 1939 в форту дислоцировались части IX военного округа армии II Речи Посполитой. С 1933 по 1939 годы на его территории дислоцировался 3-й дивизион 30 полка лёгкой артиллерии войска Польского.
В 1939 году началась Вторая мировая война. Польские войска под командованием генерала К. Плисовского три дня (14—17 сентября) обороняли крепость, после чего отступили. Существует свидетельство капрала маршевого батальона 82-го полка Яна Самосюка о том, что группа добровольцев во главе с В. Радзишевским отказалась выполнять приказ об отступлении и, в период с 19 по 26 сентября, продолжила оборонять форт сначала от немецких, а затем от подошедших советских войск, после чего смогла уйти незамеченной. Эти свидетельства не подтверждаются упоминаниями в немецких и советских документах и опровергаются свидетельствами местной жительницы Анны Требик, во дворе которой В. Радзишевский и его люди 18 сентября уничтожали или прятали личные документы и переодевались в гражданскую одежду, намереваясь добраться до Бреста.
С приходом советской власти укрепление было снова переименовано и, согласно советской нумерации фортов, объект получил название «Форт No7».

В 1941 году в форту располагался 2-й дивизион 131-го полка Красной армии. Большинство орудий к началу Великой Отечественной войны были отправлены на учения или находились в мастерской в разобранном виде. Командир взвода А. М. Набоков вспоминал:
Был приказ все орудия сдать в артмастерскую, хотя они все были пригодны для боевого действияА. М. Набоков
22 июня бойцы, вооружённые карабинами Мосина (образца 1938) и несколькими винтовками СВТ-40 вступили в бой с частями вермахта. Под командованием сержанта Агапова оборона продолжалась до 25 июня, когда последние артиллеристы были пленены.
В годы оккупации БССР, до 1944 года, на территории форта проходили расстрелы мирных жителей.
28 июля 1944 года в честь освобождения Бреста в форту было водружено красное знамя и был дан салют .

## Форт сегодня
В послевоенные годы на территории форта разместился Брестский мясокомбинат. Холодильник, построенный капитаном Догадиным, работает до сих пор.
От форта сохранилась часть валов, казарма, встроенная в земляной вал, контрэскарповая галерея, кирпичные казематированные траверсы и некоторые другие фортификационные постройки.
28 июля 2022 года в рамках празднования 78-й годовщины освобождения Бреста от немецко-фашистских захватчиков на территории Брестского мясокомбината открыли мемориальную доску в честь водружения знамени Победы на рефрижераторе форта.